# Denis Dupont
Denis Boudy, genannt Denis Dupont (* gegen 1767; † 18. Mai 1856 in Morsang-sur-Seine), war ein französischer Schauspieler.
Dupont war Schüler von Mademoiselle Raucourt und debütierte 1791 an der Comédie-Française. Dort verkörperte er den Arsame, in der Tragödie Rhadamiste et Zénobie, von Prosper Jolyot Crébillon, was ihm, durch sein gekonntes Spiel, zum Triumph geriet. Bereits ein Jahr später, im Jahr 1792, wurde er in die Société de la Comédie-Française aufgenommen.
In der Zeit der Terrorherrschaft wurde er 1793, wie die meisten seiner Kollegen, in Haft genommen und er selbst im Kloster der Madelonnettes arrestiert. Er kam dann frei, weil er sich an ein Revolutionstheater, das Théâtre de la République, verpflichtet hatte, das er aber wieder verließ, um am Théâtre Feydeau zu spielen. Sein nächstes Engagement war ab 1796 das Théâtre Louvois, das aber geschlossen wurde und er deshalb 1797 an das Odéon ging. Erst 1799, als die Comédie neu gegründet wurde, kam beruflich wieder mehr Ruhe in sein Leben.
Er war während seiner Haft erkrankt und sein Gesundheitszustand verschlechterte sich nun zunehmend, war schließlich nur noch ein Schatten seiner selbst und seine Stimme hatte stark gelitten, sodass er nicht mehr wirklich spielen konnte. Deshalb wurde beschlossen, dass er sich im Jahr 1803 mit einer Pension von 4000 Livre zur Ruhe setzen und einen Posten in der Verwaltung bekleiden sollte. Er zog sich daraufhin nach Morsang zurück, wo er Bürgermeister wurde und noch 53 Jahre lebte.
Es ist bekannt, dass seine Schwiegertochter, die er selbst unterrichtet hatte, ebenfalls Schauspielerin an der Comédie wurde. Über diese ist aber fast nichts bekannt.